# المهمة المأهولة للتحليق بجانب الزهرة

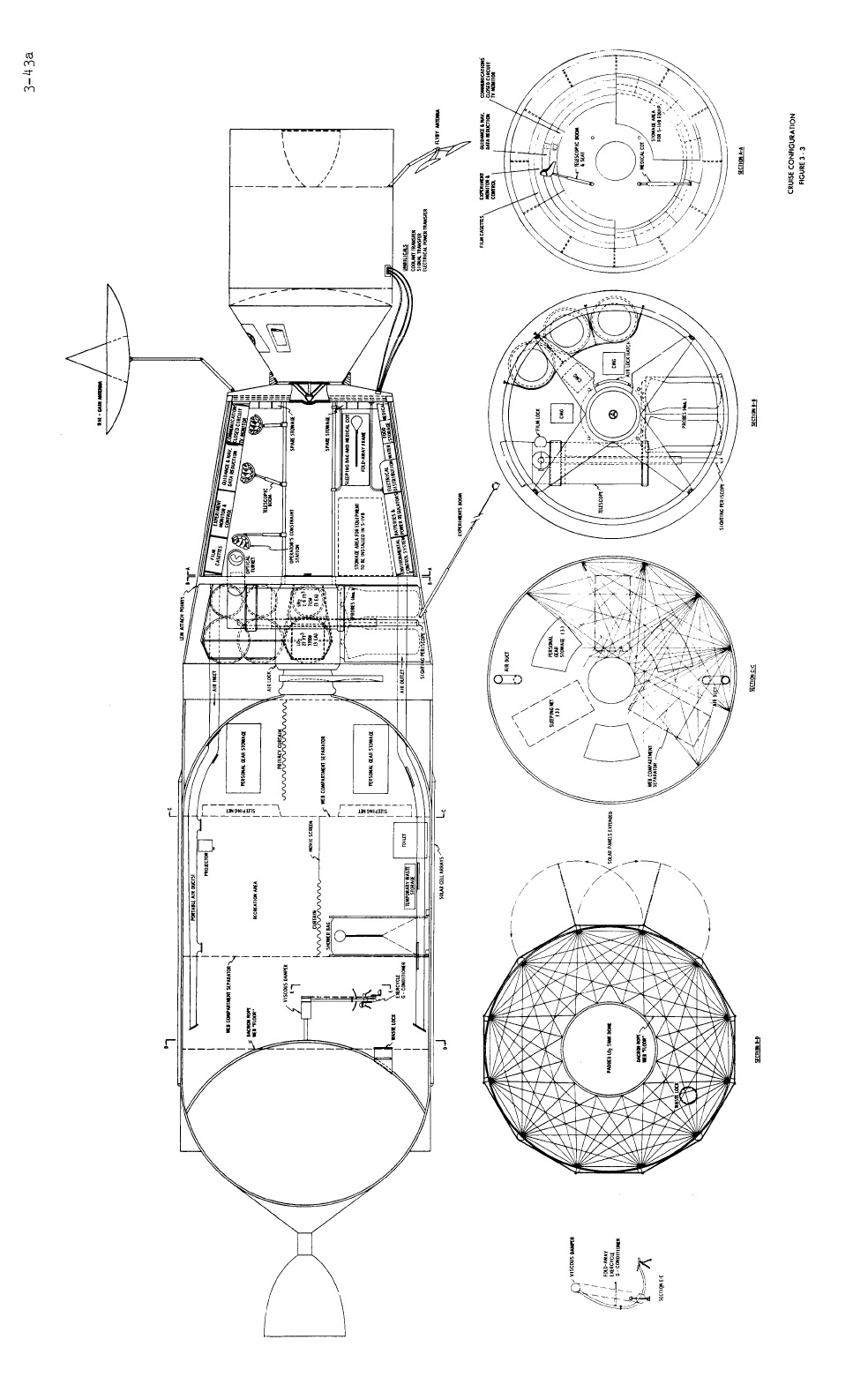
مخطط تفصيلي لدراسة الطيران المأهول على كوكب الزهرة استنادًا إلى أجهزة أبولو

كانت المهمة المأهولة للتحليق بجانب الزهرة هو اقتراح اقترحته ناسا بين عامي 1967 و1968 لإرسال ثلاثة رواد فضاء للتحليق بجانب كوكب الزهرة في مركبة فضائية مشتقة من مركبة أبولو بين عامي 1973 و1974، باستخدام مناورة مساعدة الجاذبية لتقصير رحلة العودة إلى الأرض.

## برنامج تطبيقات أبولو
في منتصف ستينات القرن العشرين، اقترحت ناسا إرسال «ثلاثة رواد فضاء للتحليق بجانب كوكب الزهرة» كجزء من برنامج تطبيقات أبولو، باستخدام أجهزة مشتقة من برنامج أبولو. دُرس مفهوم العديد من المهام خلال سبعينات القرن العشرين ويبدو أن مهمة عام 1973 حظيت بأكبر قدر من الاهتمام وأفضل توثيق. كان من المفترض أن تُطلق المهمة في 31 أكتوبر 1973، وأن يجري التحليق بجانب الزهرة في 3 مارس 1974 والعودة إلى الأرض في 1 ديسمبر 1974.

### نظرة عامة
كان من المقرر أن تستخدم المهمة المقترحة صاروخ ساتورن 5 لإرسال ثلاثة رواد فضاء في رحلة لمدة عام إلى كوكب الزهرة. كان من المقرر استخدام مرحلة إس 4 بي كمحطة مُستهلكة مماثلة للتصميم الأصلي لمحطة سكايلاب الفضائية. في هذا المفهوم، تقرر ملء الجزء الداخلي من خزان الوقود بأماكن معيشة ومعدات متنوعة لا تستهلك حيزًا كبيرًا. ثم كان من المقرر ملء مرحلة إس 4 بي بالوقود كالمعتاد واستخدامها لإرسال المركبة إلى كوكب الزهرة. بمجرد اكتمال الحرق المطلوب، كان سيجري التخلص من الوقود الزائد في الفضاء، ومن ثم استخدام خزان الوقود الأكبر كمساحة للمعيشة، بينما تقرر استخدام خزان الأكسجين الأصغر لتخزين النفايات.
كان من الممكن حمل عدد محدود من المعدات في خزان الهيدروجين دون شغل مساحة كبيرة، بينما لم يكن من الممكن غمر القطع الأخرى في الهيدروجين السائل دون أن تتضرر. بدلًا من ذلك، كانت هذه المعدات ستُوضع في المنطقة بين مرحلة إس 4 بي ووحدة القيادة والخدمة (سي إس إم)، المعروفة باسم محول مركبة الوحدة القمرية (إس إل إيه)، الذي اتصل بوحدة أبولو القمرية في المهمات القمرية. لزيادة المساحة المتاحة في تلك المنطقة، تقرر استبدال محرك سي إس إم بمحركين مماثلين لمحرك الوحدة القمرية المخصص للهبوط على سطح القمر. تمتع هذان المحركان بفوهة أصغر بكثير، وتقرر وضعهما داخل وحدة الخدمة بدلًا من أن يمتدا داخل منطقة إس إل إيه. وفر هذا الإعداد محركًا احتياطًا في حال فشل أحد المحركين. كان هذان المحركان مسؤولان عن تصحيح المسار أثناء الرحلة وإبطاء المركبة للعودة إلى الأرض.
على عكس مهمات أبولو القمرية، كان من المقرر أن تجري سي إس إم مناورة النقل والالتحام بمرحلة إس 4 بي قبل حرق مغادرة مدار الأرض، وليس بعده. ما عنى أن رواد الفضاء سيتعرضون لإجهاد كبير، لأنهم سيُدفعون خارج مقاعدهم بدلًا من عليها. كان هذا مطلوبًا نظرًا لوجود نافذة قصيرة لإحباط الحرق بواسطة سي إس إم في حال فشل مرحلة إس 4 بي، لذلك توجب فحص وتشغيل جميع أنظمة المركبة الفضائية قبل مغادرة مدار الوقوف حول الأرض إلى كوكب الزهرة.
قبل التحليق بجانب الزهرة، كان من المقرر إجراء اختبار مداري أولي لمحطة إس 4 بي ومحول الالتحام الأساسي، ورحلة تجريبية لمدة عام إلى مدار جغرافي ثابت حول الأرض.

### الأهداف العلمية
كانت من المقرر أن تقيس المهمة ما يلي:
1. كثافة الغلاف الجوي ودرجة الحرارة والضغط مع تغير الارتفاع وخطوط العرض والوقت.
2. تحديد سطح الكوكب وخصائصه.
3. التركيب الكيميائي للغلاف الجوي المنخفض وسطح الكوكب.
4. بيانات عن الغلاف الأيوني مثل الانعكاسية الراديوية والكثافة الإلكترونية وخصائص طبقات السحب.
5. علم الفلك البصري - قياس الأشعة فوق البنفسجية والأشعة تحت الحمراء فوق الغلاف الجوي للأرض للمساعدة في تحديد التوزيع المكاني للهيدروجين.
6. علم الفلك الشمسي - قياس الأشعة فوق البنفسجية والأشعة السينية والأشعة تحت الحمراء للطيف الشمسي ورصد الأحداث الشمسية من الفضاء.
7. علم الفلك الراديوي والراداري – إجراء رصد راديوي لرسم خريطة لسطوع الأشعة الراديوية في السماء وللتحقق من الانبعاثات الراديوية الشمسية والنجمية والكوكبية؛ وإجراء قياسات بالرادار لسطح كوكب الزهرة وعطارد.
8. علم فلك الأشعة السينية – إجراء قياسات لتحديد مصادر جديدة للأشعة السينية في المجرة وللحصول على معلومات إضافية عن المصادر المُحددة مسبقًا.
9. بيانات عن البيئة بين الكوكبية بين الأرض والزهرة، بما في ذلك الإشعاع الجسيمي والحقول المغناطيسية والنيازك.
10. بيانات حول كوكب عطارد، الذي سيحاذي كوكب الزهرة بعد أسبوعين تقريبًا من التحليق بجانبه.

### تطوير المهمة
كان من المقرر تنفيذ المهمة في سلسلة من ثلاث مراحل، إيه وبي وسي، تشمل رحلتي تطوير ورحلة إنتاج واحدة.

### المرحلة إيه
شملت المرحلة إيه إطلاق محطة إس 4 بي مُستهلكة والنسخة الثانية من وحدة القيادة والخدمة (سي إس إم) المشتقة من مركبة أبولو إلى مدار حول الأرض على متن صاروخ ساتورن 5، ليقوم الطاقم بعد ذلك بفصل سي إس إم عن المحطة عن طريق تفجير لوحات إس إل إيه، ثم تنفيذ مناورة نقل والتحام مماثلة لتلك التي أجريت خلال الرحلات القمرية، من أجل الالتحام مع وحدة الالتحام المرفقة بمقدمة إس 4 بي. سيتمكن الطاقم بعد ذلك من استخدام محرك إس 4 بي للانتقال إلى مدار مرتفع قبل التخلص من الوقود الزائد في الفضاء والدخول في خزان وقود إس 4 بي لإجراء تجارب لبضعة أسابيع. بعد تقييم استخدام إس 4 بي كموطن طويل الأمد لرواد الفضاء، ستنفصل سي إس إم عن إس 4 بي ليعود رواد الفضاء إلى الأرض.

### المرحلة بي
شملت المرحلة بي اختبار مركبة المرور بجانب الزهرة في مهمة طويلة الأمد في مدار عالٍ. باستخدام صاروخ ساتورن 5، تقرر إطلاق النسخة الثالثة من سي إس إم المُصممة للرحلات طويلة الأمد ومرحلة إس 4 بي مُعدلة مع وحدة الدعم البيئي المطلوبة إثناء المهمة الحقيقية، وبعد مناورة النقل والالتحام، سيحمل محرك إس 4 بي المركبة الفضائية إلى مدار دائري حول الأرض على ارتفاع 25000 ميل تقريبًا. هذا المدار بعيد بما يكفي عن أحزمة الأرض الإشعاعية وذي بيئة مشابهة لبيئة رحلة الزهرة، لكنه قريب بما يكفي من الأرض للسماح لرواد الفضاء باستخدام سي إس إم للعودة في غضون ساعات قليلة في حالات الطوارئ.
لتوفير الطاقة، كان من المرجح استخدام ألواح شمسية مماثلة لتلك المستخدمة في محطة سكايلاب، بدلًا من خلايا الوقود لأنها تتطلب كمية كبيرة جدًا من الوقود للعمل لمدة عام. بالمثل، كان سيتم استبدال خلايا الوقود في وحدة الخدمة، التي استُخدمت لتوفير الطاقة أثناء الرحلات القمرية، ببطاريات ذات طاقة تكفي طوال فترة عمليتي الإطلاق وإعادة الدخول في الغلاف الجوي.

### المرحلة سي
شملت المرحلة سي التحليق الفعلي المأهول بجانب الزهرة، باستخدام النسخة الرابعة من سي إس إم ونسخة محدثة من إس 4 بي التي ستحمل هوائيًا لاسلكيًا كبيرًا للتواصل مع الأرض ومسبارين صغيرين أو أكثر سيتم إطلاقهما قبل وقت قصير من التحليق ليدخلا غلاف الزهرة الجوي. تمتلك النسخة الرابعة من سي إس إم محركات الوحدة القمرية (إل إم) بدلًا من محركات نظام دفع وحدة الخدمة، وبطاريات بدلًا من خلايا الوقود، وتعديلات أخرى لدعم الاتصال بعيد المدى مع الأرض وسرعات إعادة الدخول الأعلى المطلوبة أثناء العودة من الزهرة مقارنةً بالعودة من المدار القمري.
خُطط لإطلاق مهمة المرحلة سي في أواخر أكتوبر أو أوائل نوفمبر 1973، عندما تكون متطلبات السرعة المطلوبة للوصول إلى كوكب الزهرة ومدة المهمة في أدنى مستوياتها. بعد إقامة قصيرة في مدار الوقوف حول الأرض لفحص المركبة الفضائية، كان الطاقم سيتجه إلى كوكب الزهرة. في حال حدوث مشكلة كبيرة أثناء حرق الدخول في مدار انتقالي نحو الزهرة، ستكون هناك نافذة زمنية مدتها ساعة تقريبًا لإلغاء معظم السرعة المكتسبة من الحرق. هذا من شأنه وضع المركبة في مدار إهليلجي للغاية سيسمح بالعودة إلى الأرض بعد يومين أو ثلاثة أيام. بعد تلك النافذة الزمنية، لن يكون هناك وقود كافٍ لمحرك وحدة الخدمة للسماح بإعادة سي إس إم إلى الأرض قبل نفاد بطاريات وحدة الخدمة. عند هذه النقطة، لن يكون هناك خيارات سوى «الذهاب إلى الزهرة أو الفشل».
بعد قيام محرك إس 4 بي بحرق ناجح، كانت المركبة الفضائية ستمر بجانب كوكب الزهرة من على ارتفاع 3000 ميل بعد نحو أربعة أشهر. ستكون سرعة التحليق عالية للغاية لدرجة أن الطاقم لن يمتلك سوى بضع ساعات لدراسة الكوكب بالتفصيل. عند هذه المرحلة، كان من المقرر أن ينفصل مسبار روبوتي واحد أو أكثر عن المركبة الرئيسية ليهبط على كوكب الزهرة.
خلال الفترة المتبقية من المهمة، كان الطاقم سيجري دراسات فلكية للشمس وكوكب عطارد، من على بعد 0.3 وحدة فلكية عن الكوكب.

## تي إم كاي إم إيه في آر
شملت أحد الأشكال المختلفة لمهمة الاتحاد السوفيتي المخطط لها إلى المريخ، المُسمى مركبة السفر بين الكواكب الثقيلة (تي إم كاي)، القيام بالتحليق بجانب الزهرة أثناء رحلة العودة بين عامي 1971 و1974، وأعطيت الاسم الرمزي «إم إيه في آر» (المريخ الزهرة). مع ذلك، ألغِي برنامج تي إم كاي بعد فشل صاروخ إن 1، اللازم لحمل المهمة، بالتحليق بنجاح.